# 3536 Schleicher
3536 Schleicher eller 1981 EV20 är en asteroid i huvudbältet som upptäcktes den 2 mars 1981 av den amerikanska astronomen Schelte J. Bus vid Siding Spring-observatoriet. Den är uppkallad efter den amerikanska astronomen David G. Schleicher.
Asteroiden har en diameter på ungefär 3 kilometer.